# 格奧爾格 (拿騷-迪倫堡)
拿騷-迪倫堡的喬治（荷蘭語：George van Nassau-Dillenburg，1562年9月1日—1623年8月9日），拿騷-迪倫堡伯爵，揚六世的第三子。

## 家庭
1584年，格奧爾格與拿騷-威爾堡伯爵腓力四世的女兒安娜·艾瑪莉亞（Anna Amalia）結婚，兩人共有2子3女：
1. 瑪麗亞·朱麗安娜（1592年—1645年）
2. 路德維希·海因里希（1594年—1662年）
3. 阿爾布雷希特（英语：Albert, Count of Nassau-Dillenburg）（1596年—1626年）
4. 埃麗卡（1600年—1657年）
5. 安娜·伊莉莎白（1602年—1651年）